# Trialeti
Trialeti (en georgiano: თრიალეთი; en griego: Μπεντιάνι) es un asentamiento de tipo urbano de Georgia ubicado en el noroeste de la región de Baja Iberia, siendo parte del municipio de Tsalka. 

## Toponimia
Su nombre, Trialeti, se corresponde con el nombre georgiano de la región histórica de Trialetia, donde se encuentra el pueblo. 
El nombre del lugar fue Alexandergilf (en georgiano: ალექსანდერსგილფი) hasta los años 20 del siglo XX. Hasta 1941 se renombró como Rosenberg (en georgiano: როზენბერგი), y desde entonces hasta 1958 recibió el nombre de Molotovo (en georgiano: მოლოტოვო). Desde entonces tiene el nombre actual. 

## Geografía
Trialeti se sitúa a orillas del río Jrami en la meseta de Chochiani, a 7 kilómetros de Tsalka.

## Historia
El territorio de Trialeti es rico en hallazgos arqueológicos de diferentes épocas. Por ello, a 2 culturas arqueológicas pertenecientes a la Primera Edad del Hierro se les dio el nombre de cultura de Trialeti.
El pueblo evangélico alemán de Alexandersgilf fue fundado en 1860 por 38 familias de la colonia de Elisabethtal (actual pueblo de Asureti), nombrado en honor al gobernador del Cáucaso Aleksandr Bariátinski.
Después de la Revolución rusa, pasó a llamarse Rosenberg, y tras la expulsión de la población alemana del Cáucaso, en 1941 a Molotovo. Trialeti tiene el estatus de asentamiento tipo urbano desde 1944. Durante el período soviético, funcionó la granja de ganado soviética, Tubsaavadzvodho.

## Demografía
La evolución demográfica de Trialeti entre 1886 y 2020 fue la siguiente:
| 356                                             | 639 | 7591 | 1617 | 1435 | 1239 | 300 | 565 | 615 |
| (Fuente: Population of Georgia in Soviet times) |     |      |      |      |      |     |     |     |

Hoy en día, la composición étnica se compone de georgianos (82%), armenios (10%) y griegos (6%).

## Infraestructura

### Transporte
La carretera Tetritskaro-Tsalka pasa por Trialeti. El pueblo está ubicado a 10 km de la estación de tren de Tsalka, en la línea Marabda-Ajalkalaki.